# Heoeugorna flavicincta
Heoeugorna flavicincta är en fjärilsart som beskrevs av George Francis Hampson 1926. Heoeugorna flavicincta ingår i släktet Heoeugorna och familjen nattflyn. Inga underarter finns listade i Catalogue of Life.